# 美食獵人TORIKO
《美食獵人》是日本漫画家島袋光年的漫畫作品。於2008年6月至2016年11月在《週刊少年Jump》上連載，台灣則在《寶島少年》上連載，漫畫全43卷已完結。在2011年推出動畫，人氣也更加上升。

## 劇情大綱
本作屬於奇幻冒險類漫畫作品，作品中的世界觀即世界是一個充滿幻想的珍奇食材的美食世界。這些幻想的食材例如，全身的肉在舌間融化並且浮出一層油的野獸，一整年都結有美味蝦蟹肉的樹、流出源源不絕的香醇白蘭地湧泉的泉水等等。
但是這些美味的食材不是兇猛無比的怪物，就是生長在環境惡劣的天險之地。因此在這個探求未知美味的美食時代裏，有許多專門深入絕地，拼上性命捕獲珍稀美味的美食獵人。
每個美食獵人的人生目標就是用自己親手捕獲的食材完成包含前菜、湯、魚、肉、主菜、沙拉、甜點、飲料一共8道料理的人生菜單。
主要的故事主軸即為美食獵人四天王之一的特瑞科為了完成自己的全餐菜單，和廚師小松一同在美食世界尋找珍奇美食的旅程。

## 設定
美食獵人
是尋求未知的美食而在全世界到處奔走，捕獲、採取各種各樣的食材探險獵人的职业，一些高級餐廳會與美食獵人訂下契約，藉此確保餐廳能擁有一定質與量食材供應。
廚師（料理人）
在整個美食時代中與美食獵人等同重要的存在，獵人負責捕獲食材料理人負責使食材更加美味，對美食獵人來說料理人是相當重要的存在，如同IGO會長一龍所言「對於供應食材的美食獵人來說，烹飪食材的廚師是比什麼都重要的人」、「不管有多少會供應多棒食材的美食獵人，如果沒有能烹飪的人的話，那就沒有任何價值」，這些話也顯示了料理人確確實實是支撐了整個美食時代的重要一環。
再生獵人
再生獵人在美食時代亦有著舉足輕重的地位，在整個美食時代中大自然的食材不可能是永無止盡的，再生獵人的使命就在於此，他們負責不讓整個美食時代與大自然的平衡崩毀，將瀕臨滅絕的物種保存下來，以他們獨特的技術讓物種能再次在自然界中正常的繁衍下去，而他們還負責治療病痛與將滅絕的生物復活等工作，毫無疑問他們也是整個美食時代能夠發展至今的大功臣。
研磨師
對於料理人來說研磨師與美食獵人是等同重要的存在，如果說槍是軍人與警察的靈魂所在，那把菜刀說是料理人的靈魂也不為過，而為料理人打造出這一份靈魂的正是研磨師，對於不斷烹飪的料理人來說，提供料理器具與打磨器具的研磨師簡直就可以稱作是料理人的另一位夥伴，他們精細的鍛造出每一把的菜刀陪伴著無數的料理人度過每一天，與他們一同在他們的戰場奮戰著，用每一把灌注了自己靈魂的菜刀陪伴料理人切開無數的食材，製造出無數美味的佳餚。
IGO
「國際美食機構」的略稱， 決定野生的野獸的捕獲等級，再用高價購買，本來只不過是聯合國的一個小機關，隨著美食家食材的需求量增加而從聯合國獨立，現在加盟國數超過聯合國遍及了360個國家，常在IGO直屬飯店舉行美食家各國首腦聚會等等，互相比較財力和政治力。
- 庭院：人工製造的動植物生態空間，在無限接近大自然的狀態下放養許多野生動植物，IGO都會在此處做生態調查。

八王
分別統治「美食界」的八塊大陸，君臨於每塊大陸最強種群的八隻「獸王」。只會對擁有「絕對實力」的生物起反應。

## 世界觀
人間界
美食界
| 第八區 稱雨之大陸。 - 黃金沼澤 美食百景之一。是產生有黃金比例高的砂金的沼澤，因為浮力很大，所以可以輕易地泳渡而不會下沉。黃金沼澤的砂金被稱為澄澈黃金。鋼雲會下IRON STEP。 - 黃金迷宮 - 妖食界 七大文明之一。會下雨魂和巨大雨，俗稱MEGA RAIN。 - 天狗之城 - 怪奇古 河童溫泉所在地。 - 調理器具 位於妖食村。 - 罐頭 位於妖食村。 - 眼球雜炊 位於妖食村。 - 美食居酒屋 位於妖食村。 - 大氣庭園 位於妖食村外東部，是療養庭園。會下肥料雨。 - 蜂窩平原 會下雷射雨和雷射驟雨的地方。 - 毒雨草原 會下劇毒雨和毒冰雹的地方。 - 星塵山丘 會下隕石雨的地方。 - 馬王山丘 馬王-赫拉克力斯居住地。 - 豪雨地帶 - 緩雨山丘 阿卡西亞全餐菜單生菜沙拉「食王」AIR所在地。 - 迷失島 一龍與三虎決鬥地。 - 前途島 位於第八區南南東方。 | 第七區 通稱猿猴餐廳，稱山之大陸。 - 產聲樹 美食百景之一。別名:群星樹。阿卡西亞全餐菜單湯PAIR所在地。 - 百G山脈 無法呼吸的山脈。八王猿王「班比納」居住地。真面目是猿王的戀人的墳墓，因特別的引力，吸引許多食物所形成的山脈。 - 百G山脈中段 - 百G山脈第二合入口 - 百G山脈第九合 - 百G山脈山頂 - 0山脈 - 北山脈區域 - 廣袤王國 - 鍋山 - 東山脈區域 - 西山脈區域 - 南山脈區域 - 水漂山 美食界名產，其真面目是猿王在打水漂時所用的山石。 |

| 第六區 通稱食靈們的廚房，稱海之大陸。 - 群星之川 阿卡西亞全餐菜單魚料理ANOTHER所在地，真面目就是ANOTHER超越光速時所蛻的皮形成。 - 海山 美食會大本營 - 黑色三角 美食界排名前10的黑暗危險區域。別名為「高湯海」，美味潮的起源，位於第六大陸中央的海域。美食界中第三深，水深3萬公尺，其美味分層就如同動物的身體部位一般，每一層的味道都不盡相同，但愈深便會愈美味。ANOTHER的真正棲息地，同時為鯨王「沐恩」的居住地，由"東6"、"南6"、"西6"三大陸構成。 - 母王捲 八王中的「母王蛇」經過第六區時留下的足跡，亦傳言說與八王中的鯨王「沐恩」戰鬥時所產生的龍捲風、自太古以來絲毫未減弱，是美食界的空中禁區。 - 旋轉島 第六大陸的名勝，別名「瘋狂旋轉木馬」。 - 食靈之門 只有靈魂能進入的門扉，除了在黑色三角上的三大陸各有一扇外，另有一扇額外的門藏於BLUE GRILL。後得知最安全的食靈之門，是因為它在貝王「巨型蚌殼」的體內，不容易遭到鯨王沐恩吞食的影響。 - BLUE GRILL 海底美食都市，美食界中最巨大最繁榮的文明，另有一扇"最安全"的食靈之門。346話得知其實這是貝王「巨型蚌殼」的體內，也就是裏世界。 - GRILL 競技場 - 十貝五人組休息室 GRILL 體育場地下10樓。 - 蚌殼山 永久廚房所在處。 - 蚌殼山入口 - 永久廚房 負責料理阿卡西亞全餐菜單的地方 - 第一調理場 負責AIR的再生及料理 - 王室 位於永久廚房地下深處 - GRILLTRAIN 前往蚌殼山的列車，別名為通往黃泉的列車。 - 魂之丘 位於BLUE GRILL最北端，也是食靈之門所在地。 - 食靈之門 通往Another所遁逃之地「裏世界」的大門，後因ANOTHER料理完成而被毀滅。 - 裏世界 食靈所存在的地方，與鯨王「沐恩」的肚子相通，唯一能進入的只有廚師的食慾及金之廚具的七種料理工具。 - 食靈們的廚房 - 西南沙灘 位於BLUE GRILL西南端 - 貧民區 - 美味潮 連通美食界海洋的充滿香味的洋流，其源頭位於黑色三角，其真面目正是魚寶ANOTHER所散發的美味形成的洋流。 - 雪之教會 - 七獸 僅次於八王「沐恩」的生物 - 貝王「巨型蚌殼」；有BLUERILL文明 身上的礦物是製作金之廚具的「鍋鏟」 - 鯊魚王「電擊鯊魚」 牙齒是製作金之廚具的「菜刀」 - 龜王「潘朵拉」 岩石是製作金之廚具的「鍋子」 - 瑚王「珊瑚雷姆」 軀體是製作金之廚具的「砧板」 - 鱗王「亞特蘭提斯」 鱗片是製作金之廚具的「平底鍋」 - 章魚王「八岐章魚大蛇」 腳是製作金之廚具的「湯杓」 - 海王「歐宣」 皮膚是製作金之廚具的「圍裙」 | 第五區 稱森之大陸。 - 食慾森林 美食界第一食材寶庫，阿卡西亞全餐菜單肉料理NEWS所在地。其真面目為鹿王犄角上的森林，也是美食界首屈一指的"強者的巢穴"。 - 多重力峽谷 滅絕食材『樹葉魚』曾經生活的地方 |

| 第四區 稱GOURMET GARDEN--美食之園。 - 美食庭園 美麗的浮游庭園，阿卡西亞全餐菜單甜點EARTH所在地。 - 衰老洞穴 會令人以平常的20萬倍速度老化的洞窟。 - 未知文明 除了衰老洞穴外，另一條能到美食庭園的路徑。美食再生獵人與作也是透過此路到達美食庭園。 | 第三區 稱雲之大陸。 - 智慧熱橋 雲之大陸中架起的天空之橋，阿卡西亞全餐菜單飲品ATOM所在地。當初為藍色尼特羅為了行走自如之下，讓它們的奴隸（紅色尼特羅）建造此橋 - 第0生物棲地 位於美食界雲樹。 - 猛毒瀑布 美食界最惡劣的環境，同時是ATOM所流淌之處。 - 聚雲山 巨大的雲山，而ATOM的真面目就是其所噴出後吸收宇宙中有毒物質的岩漿。 - 地名不詳 令人失去思考能力的山谷。 |

| 第二區 稱起源大陸，生命的起源地。 - 起始大陸 生命的源頭，阿卡西亞全餐菜單主菜GOD所在地。 - 「NEO」基地 位於第二大陸東北邊的島上。 - 海陸之森 第二大陸東南之島。 | 第一區 稱第0區，美食細胞的發揚地，噴發出其他大陸。 - 大陸的中心 阿卡西亞全餐菜單前菜CENTER所在地。 - 最終廚房 為美食貴族將俘虜來的人類料理的絕望之地。 |

宇宙

## 出版書籍

### 漫畫
| 集數 | 集英社                                                       | 東立出版社                                                | 文化傳信                                                |
| ---- | ------------------------------------------------------------ | --------------------------------------------------------- | ------------------------------------------------------- |
| 1    | 美食屋・トリコ!! 2008年11月9日 ISBN 978-4-08-874608-1        | 美食獵人・特瑞科!! 2009年5月11日 ISBN 978-986-10-3419-5   | 為食獵人・唐利高!! 2011年2月 ISBN 978-988-8091-45-4     |
| 2    | ココ!! 2008年11月9日 ISBN 978-4-08-874609-8                  | 庫克!! 2009年6月29日 ISBN 978-986-10-3420-1               | 谷高!! 2011年3月 ISBN 978-988-8091-63-8                 |
| 3    | 現れたモノ!! 2009年2月9日 ISBN 978-4-08-874632-6             | 出現的物體!! 2009年7月20日 ISBN 978-986-10-3421-8         | 出現的物體!! 2011年3月 ISBN 978-988-8112-16-6           |
| 4    | サニー!! 2009年5月6日 ISBN 978-4-08-874666-1                 | 薩尼!! 2009年8月12日 ISBN 978-986-10-3754-7               | 辛尼!! 2011年5月 ISBN 978-988-8112-36-4                 |
| 5    | リーガル高原へ!! 2009年8月9日 ISBN 978-4-08-874718-7         | 前進利卡爾高原!! 2009年10月20日 ISBN 978-986-10-4313-5    | 前往里加魯高原!! 2011年6月 ISBN 978-988-8112-61-6       |
| 6    | "10連"!! 2009年10月7日 ISBN 978-4-08-874739-2                | “10連”!! 2009年11月24日 ISBN 978-986-10-4631-0            | 「10連發」!! 2011年8月 ISBN 978-988-8112-71-5           |
| 7    | ジャングルの結晶!! 2009年12月9日 ISBN 978-4-08-874768-2      | 森林的結晶!! 2010年3月5日 ISBN 978-986-10-4992-2          | 森林的結晶!! 2011年9月 ISBN 978-988-8112-88-3           |
| 8    | センチュリースープ!! 2010年3月9日 ISBN 978-4-08-870014-4     | 世紀湯!! 2010年5月14日 ISBN 978-986-10-5401-8             | 世紀湯!! 2011年11月 ISBN 978-988-8113-25-5              |
| 9    | 氷点下の決戦!! 2010年4月30日 ISBN 978-4-08-870036-6          | 冰點下的決戰!! 2010年7月9日 ISBN 978-986-10-5544-2        | 冰點下的決戰!! 2011年12月 ISBN 978-988-8113-40-8        |
| 10   | 野生の勝負!! 2010年7月7日 ISBN 978-4-08-870075-5             | 野生的對決!! 2010年10月4日 ISBN 978-986-10-6076-7         | 野生的對決!! 2012年1月 ISBN 978-988-8113-29-0           |
| 11   | 再生への道!! 2010年10月9日 ISBN 978-4-08-870113-4            | 再生之路!! 2010年12月14日 ISBN 978-986-10-6600-4          | 再生之路!! 2012年2月 ISBN 978-988-8113-73-6             |
| 12   | ベジタブルスカイ!! 2010年12月31日 ISBN 978-4-08-870150-9     | VEGETABLE SKY!! 2011年4月21日 ISBN 978-986-10-6891-6      | 蔬菜天空!! 2012年3月 ISBN 978-988-8114-03-0             |
| 13   | グルメ界の現実!! 2011年3月9日 ISBN 978-4-08-870190-5         | 美食界的現實!! 2011年5月30日 ISBN 978-986-10-7429-0       | 美食界的現實!! 2012年4月 ISBN 978-988-8114-23-8         |
| 14   | "本物"のメルク!! 2011年4月9日 ISBN 978-4-08-870210-0         | 「真正」的梅爾克!! 2011年7月20日 ISBN 978-986-10-7689-8   | 「真正」的米路古!! 2012年5月 ISBN 978-988-8114-43-6     |
| 15   | ゼブラ!! 2011年7月9日 ISBN 978-4-08-870257-5                 | 澤布拉!! 2011年10月24日 ISBN 978-986-10-8164-9            | 謝布拉!! 2012年6月 ISBN 978-988-8114-58-0               |
| 16   | "最悪"との再会!! 2011年9月7日 ISBN 978-4-08-870285-8         | 與「極惡之人」重逢!! 2012年2月21日 ISBN 978-986-10-8579-1 | 重遇「極惡之人」!! 2012年7月 ISBN 978-988-8114-68-9     |
| 17   | サンサングラミー!! 2011年11月9日 ISBN 978-4-08-870305-3      | 璀璨絲足鱸!! 2012年4月11日 ISBN 978-986-10-8949-1         | 閃閃絲足魚!! 2012年8月 ISBN 978-988-8114-93-1           |
| 18   | グルメカジノ!! 2012年2月8日 ISBN 978-4-08-870371-8           | 美食賭場!! 2012年6月19日 ISBN 978-986-10-9557-8           | 美食賭場!! 2012年10月 ISBN 978-988-8194-18-6            |
| 19   | グルメテイスティング!! 2012年4月9日 ISBN 978-4-08-870403-6   | 美食品嚐戰!! 2012年7月23日 ISBN 978-986-10-9989-7         | 美食品嚐!! 2012年10月 ISBN 978-988-8194-27-8            |
| 20   | 一龍と三虎!! 2012年7月9日 ISBN 978-4-08-870465-4             | 一龍與三虎!! 2012年9月10日 ISBN 978-986-317-505-6         | 一龍與三虎!! 2012年11月 ISBN 978-988-8194-45-2          |
| 21   | 決戦! 食林寺!! 2012年10月9日 ISBN 978-4-08-870518-7          | 決戰! 食林寺!! 2012年11月21日 ISBN 978-986-317-122-5      | 決戰! 食林寺!! 2013年1月 ISBN 978-988-8194-72-8         |
| 22   | 四獣!! 2012年12月9日 ISBN 978-4-08-870553-8                  | 四獸!! 2013年2月8日 ISBN 978-986-324-569-8                | 四獸!! 2013年2月 ISBN 978-988-8194-86-5                 |
| 23   | "王食晩餐"!! 2013年2月9日 ISBN 978-4-08-870617-7             | 「王食晩餐」!! 2013年4月1日 ISBN 978-986-332-082-1        | 「王食晩餐」!! 2013年5月 ISBN 978-988-8194-11-4         |
| 24   | "クッキングフェス"開幕!! 2013年5月7日 ISBN 978-4-08-870663-4 | 「料理慶典」開幕!! 2013年7月1日 ISBN 978-986-332-556-7    | 「烹調節」開幕!! 2013年10月 ISBN 978-988-8195-55-8      |
| 25   | 美食會、襲来!! 2013年7月9日 ISBN 978-4-08-870766-2           | 美食會,來襲!! 2013年8月12日 ISBN 978-986-337-110-6        | 美食會,來襲!! 2014年2月5日 ISBN 978-988-8195-98-5       |
| 26   | 限界のその先!! 2013年8月2日 ISBN 978-4-08-870784-6           | 極限的前方!! 2013年9月18日 ISBN 978-986-337-195-3         | 界限的前方!! 2014年3月 ISBN 978-988-8196-37-1           |
| 27   | 秘めた力!! 2013年11月1日 ISBN 978-4-08-870835-5              | 隱藏的力量!! 2014年1月3日 ISBN 978-986-337-746-7          | 蘊藏的力量!! 2014年4月1日 ISBN 978-988-8196-38-8        |
| 28   | 虎の涙!! 2014年1月4日 ISBN 978-4-08-870888-1                 | 猛虎之淚!! 2014年3月10日 ISBN 978-986-348-230-7           | 虎之淚!! 2014年6月21日 ISBN 978-988-8196-72-2           |
| 29   | 世界一の美食屋!! 2014年3月4日 ISBN 978-4-08-880024-0         | 世界第一的美食獵人!! 2014年4月17日 ISBN 978-986-348-672-5 | 世界第一爲食獵人!! 2014年8月29日 ISBN 978-988-8196-95-1 |
| 29.5 | 完食！グルメ時代!! 2014年6月4日 ISBN 978-4-08-880132-2       | 完食！美食時代!! 2015年2月10日 ISBN 978-986-382-178-6     |                                                         |
| 30   | いざグルメ界へ!! 2014年6月4日 ISBN 978-4-08-880056-1         | 前往美食界!! 2014年7月15日 ISBN 978-986-365-209-0         | 出發前往美食界!! 2014年11月6日 ISBN 978-988-8196-27-2   |
| 31   | 妖食界!! 2014年9月4日 ISBN 978-4-08-880173-5                 | 妖食界!! 2014年10月20日 ISBN 978-986-365-887-0            | 妖食界!! 2015年2月5日 ISBN 978-988-8318-37-7            |
| 32   | vsヘラクレス!! 2014年11月4日 ISBN 978-4-08-880210-7          | vs赫拉克力斯!! 2014年12月19日 ISBN 978-986-382-362-9      | vs凱勒力斯!! 2015年4月1日 ISBN 978-988-8318-38-4        |
| 33   | いざエリア７!! 2015年1月5日 ISBN 978-4-08-880274-9           | 前往第7區!! 2015年3月13月 ISBN 978-986-382-683-5          | 前往第7區域!! 2015年6月6日 ISBN 978-988-8318-85-8       |
| 34   | 王の戯び!! 2015年4月3日 ISBN 978-4-08-880329-6               | 王者的娛樂!! 2015年5月27日 ISBN 978-986-431-231-3         | 王者遊戲!! 2015年9月5日 ISBN 978-988-8318-86-5          |
| 35   | サル・ウィー・ダンス!! 2015年7月3日 ISBN 978-4-08-880365-4   | Saru・We・Dance!! 2015年9月21日 ISBN 978-986-431-854-4    | SHALL WE DANCE!! 2015年10月31日 ISBN 978-988-8320-19-6  |
| 36   | 散開ッ!! 2015年9月4日 ISBN 978-4-08-880461-3                 | 散開!! 2015年11月11日 ISBN 978-986-462-195-8              |                                                         |
| 37   | 胎動!! 2015年12月4日 ISBN 978-4-08-880517-7                  | 胎動!! 2016年2月3日 ISBN 978-986-462-777-6                |                                                         |
| 38   | 裏の世界へ!! 2016年3月4日 ISBN 978-4-08-880625-9             | 前往裏世界!! 2016年5月30日 ISBN 978-986-365-561-9         |                                                         |
| 39   | ネオ、その生物!! 2016年6月3日 ISBN 978-4-08-880685-3         | NEO這種生物!! 2016年7月21日 ISBN 978-986-470-532-0        |                                                         |
| 40   | あの涙は!! 2016年8月4日 ISBN 978-4-08-880775-1               | 當時的淚水!! 2016年10月12日 ISBN 978-986-470-849-9        |                                                         |
| 41   | 王たちの戦い!! 2016年10月4日 ISBN 978-4-08-880804-8          | 八王的戰鬥!! 2016年12月9日 ISBN 978-986-482-136-5         |                                                         |
| 42   | 食欲との際会!! 2016年12月2日 ISBN 978-4-08-880844-4          | 與食慾的因緣際會!! 2017年1月18日 ISBN 978-986-482-496-0   |                                                         |
| 43   | まだ見ぬ食材!! 2016年12月31日 ISBN 978-4-08-880885-7         | 尚未見過的食材!! 2017年3月10日 ISBN 978-986-482-497-7     |                                                         |

### 小說
- 著：村山 功／原作：島袋 光年／繪：東映動畫

| 序數 | 標題 | 集英社        | 集英社                 |
| 序數 | 標題 | 發售日期      | ISBN                   |
| ---- | ---- | ------------- | ---------------------- |
| 1    |      | 2011年10月5日 | ISBN 978-4-08-321047-1 |
| 2    |      | 2012年2月3日  | ISBN 978-4-08-321070-9 |
| 3    |      | 2012年5月2日  | ISBN 978-4-08-321090-7 |
| 4    |      | 2012年8月3日  | ISBN 978-4-08-321107-2 |
| 5    |      | 2012年12月5日 | ISBN 978-4-08-321128-7 |
| 6    |      | 2013年5月2日  | ISBN 978-4-08-321152-2 |
| 7    |      | 2014年1月4日  | ISBN 978-4-08-321190-4 |

劇場版
| 序數 | 標題 | 集英社        | 集英社                 | 著者      |
| 序數 | 標題 | 發售日期      | ISBN                   | 著者      |
| ---- | ---- | ------------- | ---------------------- | --------- |
| 1    |      | 2011年3月22日 | ISBN 978-4-08-703242-0 | 久麻 當郎 |
| 2    |      | 2013年7月29日 | ISBN 978-4-08-703297-0 | 村山 功   |

### 衍生作品
- 水元 昭嗣（JUMP COMICS）全9卷

| 冊數 | 集英社         | 集英社                 |
| 冊數 | 發售日期       | ISBN                   |
| ---- | -------------- | ---------------------- |
| 1    | 2012年4月4日   | ISBN 978-4-08-870443-2 |
| 2    | 2012年11月2日  | ISBN 978-4-08-870546-0 |
| 3    | 2013年2月4日   | ISBN 978-4-08-870625-2 |
| 4    | 2013年8月2日   | ISBN 978-4-08-870796-9 |
| 5    | 2014年3月4日   | ISBN 978-4-08-880040-0 |
| 6    | 2014年9月4日   | ISBN 978-4-08-880187-2 |
| 7    | 2015年7月3日   | ISBN 978-4-08-880434-7 |
| 8    | 2016年12月2日  | ISBN 978-4-08-880854-3 |
| 9    | 2016年12月31日 | ISBN 978-4-08-880894-9 |

### 相關書籍
- 美食獵人TORIKO外傳 島袋光年短篇集（トリコ外伝 島袋光年短編集）

| 冊數 | 集英社        | 集英社                 | 東立出版社    | 東立出版社             |
| 冊數 | 發售日期      | ISBN                   | 發售日期      | ISBN                   |
| ---- | ------------- | ---------------------- | ------------- | ---------------------- |
| 全   | 2009年10月2日 | ISBN 978-4-08-874763-7 | 2011年4月14日 | ISBN 978-986-10-7308-8 |

- 美食獵人TORIKO美食狩獵集（トリコ グルメハンティングブック）

| 冊數 | 集英社        | 集英社                 | 東立出版社    | 東立出版社             |
| 冊數 | 發售日期      | ISBN                   | 發售日期      | ISBN                   |
| ---- | ------------- | ---------------------- | ------------- | ---------------------- |
| 全   | 2011年11月4日 | ISBN 978-4-08-870306-0 | 2012年8月14日 | ISBN 978-986-317-155-3 |

- トリコ ミニ複製原稿BOOK!!
  - 2013年8月2日發售、ISBN 978-4-08-870880-5

## OVA動畫
- JSAT2009版 『美食獵人TORIKO』（トリコ!）
  - 第一彈Jump Festa動畫版。2009年10月上映，配音與電視動畫版不同。
- JSAT2010版 『美食獵人TORIKO』（トリコ バーバリアンアイビーを捕獲せよ!）
  - 第二彈Jump Festa動畫版。2010年10月上映，配音與電視動畫版不同。

## 動畫
動畫只做到人間界篇，動畫後面幾集結尾篇章與漫畫不同，設定有很大的更動。

### 主題曲
片頭曲
（第1話－第98話）
作詞 - 山田ひろし / 作・編曲 - 櫻井真一 / 歌 - 串田晃
「豪食マイウェイ!」（第99話-第147話）
作詞 - 山田ひろし / 作・編曲 - 櫻井真一 / 歌 - 串田晃
片尾曲
「SATISFACTION」（第2話－第25話）
作詞 - いしわたり淳治 / 作曲 - 堀向彦輝 / 編曲：平出悟 / 歌 - FTIsland
「DELI-DELI☆DELICIOUS」（第26話－第38話）
作詞 - こだまさおり / 作・編曲：山口朗宴 / 歌 - Sea☆A
「サブリナ」（第39話－第50話）
作詞 - 家入里歐 / 作曲 - 西尾芳彦、家入里歐 / 編曲：三輪コウダイ / 歌 - 家入里歐
「LOVE CHASE」（第52話－第62話）
作詞 - Blaise Maynard, tax / 作曲 - Blaise Maynard / 編曲：Maynard Plant, Zen / 歌 - 山下智久
備註：台灣方面受到當時航海王的主題歌《HAND's UP》未授權的影響故未播放，該段期間以「サブリナ」代為播出。
「サンバ de トリコ!!!」（第63話－第75話）
作詞・作曲・編曲 - 前山田健一/歌-ヒャダイン
「Lovely Fruit」（第76話－第87話）
作詞 - Hibiki / 作・編曲：上松範康 (Elements Garden) / 歌 - 水树奈奈
「虹」（第88話－第98話）
作詞 - 寺岡呼人 / 作曲 - 寺岡呼人 / 編曲・歌 - JUN SKY WALKER(S)
「赤い靴」（第100話-第111話）
作詞 - うらら / 作曲・編曲 - 上口浩平 / 歌 - Salley（サリー）
「トートロジー」（第112話 - 第123話）
作詞 - 志磨遼平 / 作曲・編曲・歌 - ドレスコーズ（日本コロムビア）
「Believe in Yourself !」（第124話 - 第135話）
作詞 - 伊鐵弘将 / 作曲・編曲 - 阿久津健太郎 / 歌 - palet（日本コロムビア）
「メガラバ」（第136話 - 第147話）
作詞・作曲・編曲 - 原田アツシ / 歌 - 橫山琉璃香（ビクターエンタテインメント）

### 各集標題
| 話數 | 副標題 | 台灣中文標題                           | 腳本     | （分镜） 演出           | 作畫監督                                    | 总作画监督       | 美術     |
| ---- | ------ | -------------------------------------- | -------- | ----------------------- | ------------------------------------------- | ---------------- | -------- |
| 1    |        | 登陸、美食家之島! 美食獵人特瑞科出現!  | 村山功   | 伊藤尚往                | 香川久、中谷友紀子 井手武生                 | -                | 野村正信 |
| 2    |        | 秘境的巨獸，特瑞科，去捕捉凱拉巨鱷吧   | 村山功   | 座古明史                | 為我井克美                                  | 香川久           | 野村正信 |
| 3    |        | 芳醇的七色果汁，去摘虹果實吧           | 村山功   | （志水淳兒） 中尾幸彦   | 山室直儀                                    | 香川久           | 野村正信 |
| 4    |        | 處理劇毒豚鯨，四天王庫克登場           | 村山功   | 植田秀仁                | 岡辰也、山崎正和                            | 香川久           | 野村正信 |
| 5    |        | 洞窟內的死鬥，五連釘拳出手             | 田口智子 | （角銅博之） 暮田公平   | 山崎展義                                    | 香川久           | 野村正信 |
| 6    |        | 點穴大師，豚鯨，實際品嚐的時候         | 高橋洋一 | 小村敏明                | 林祐己、松岡謙治                            | 香川久           | 野村正信 |
| 7    |        | 最大最強的狼，戰鬥狼，復活             | 村山功   | （西本由紀夫） 中尾幸彦 | 大西亮                                      | 香川久           | 野村正信 |
| 8    |        | 威脅現身，驚濤駭浪的美食競技場         | 高橋洋一 | 植田秀仁                | 山崎正和 宮井加奈                           | 香川久           | 野村正信 |
| 9    |        | 繼承下來的東西，美食細胞活性化         | 田口智子 | （和田卓也） 暮田公平   | 山室直儀                                    | 香川久           | 野村正信 |
| 10   |        | 擁有無敵領域的男子，他的名字叫薩尼     | 村山功   | 志水淳兒                | 為我井克美                                  | 香川久           | 野村正信 |
| 11   |        | 狂奔向利卡爾島，目標是寶石之肉         | 村山功   | 角銅博之                | 山崎展義                                    | 香川久           | 野村正信 |
| 12   |        | 惡魔的遊戲，闖過惡靈的遊樂場           | 村山功   | （志田直俊） 中尾幸彦   | 林祐己                                      | 香川久           | 野村正信 |
| 13   |        | 最強的幫手，激烈衝突，庫克VS GT機體    | 高橋洋一 | （竹之內和久） 暮田公平 | 大西亮                                      | 香川久           | 野村正信 |
| 14   |        | 劇毒的威脅，庫克，通往勝利的方程式     | 田口智子 | 植田秀仁                | 岡辰也、山本善哉 山崎正和                   | 香川久           | 野村正信 |
| 15   |        | 強韌的美學，薩尼，男人的戰鬥！         | 高橋洋一 | 角銅博之                | 市川慶一                                    | 香川久           | 野村正信 |
| 16   |        | 玲，最後的心願，超級特瑞科，覺醒吧     | 村山功   | 小村敏明                | 袴田裕二                                    | 香川久           | 野村正信 |
| 17   |        | 超級特瑞科，憤怒之拳，這就是最強的釘拳 | 田口智子 | （志水淳兒） 中尾幸彥   | 為我井克美                                  | -                | 野村正信 |
| 18   |        | 刻劃在DNA上的味道，特瑞科，找出BB玉米  | 村山功   | （角銅博之） 深澤敏則   | 山崎展義                                    | -                | 野村正信 |
| 19   |        | 戰鬥的才華，絨毛，快展現王者的素質吧   | 田口智子 | 植田秀仁                | 山崎正和、宮井加奈                          | -                | 野村正信 |
| 20   |        | 為了絨毛，灼熱的爆開吧，BB玉米         | 高橋洋一 | 小村敏明                | 大西亮                                      | -                | 野村正信 |
| 21   |        | 美食會的刺客，特瑞科的招式，進化的瞬間 | 村山功   | （門倉小平太） 中尾幸彦 | 香川久、為我井克美                          | -                | 野村正信 |
| 22   |        | 狂氣的氣壓，格林帕吉對特瑞科           | 村山功   | 暮田公平                | 林祐己、渡邊巧大                            | -                | 野村正信 |
| 23   |        | 用餐的樂園，滿腹都市美食城             | 村山功   | 深澤敏則                | 袴田裕二                                    | -                | 野村正信 |
| 24   |        | 做夢的時間，節乃的世紀湯               | 田口智子 | 角銅博之                | 山崎展義                                    | -                | 野村正信 |
| 25   |        | 相遇的酒館，各懷鬼胎的美食獵人們       | 高橋洋一 | 植田秀仁                | 山崎正和、をがわいちろを 山村俊了、宮井加奈 | -                | 野村正信 |
| 26   |        | 美食獵人軍團的挑戰，登陸，極寒地獄     | 田口智子 | （本田敬一） 中尾幸彦   | 本田敬一                                    | 香川久           | 野村正信 |
| 27   |        | 趁熱享用，涷土的生存遊戲               | 村山功   | 志水淳兒                | 大西亮                                      | -                | 野村正信 |
| 28   |        | 撼動冰山的爆炎，假面男子的真面目       | 高橋洋一 | 暮田公平                | 為我井克美                                  | -                | 野村正信 |
| 29   |        | 爛漫的蟲使，多米羅特VS特瑞科           | 高橋洋一 | 角銅博之                | 山崎展義                                    | -                | 野村正信 |
| 30   |        | 感謝與驕傲，瀧丸渾身解術的拔栓射擊     | 田口智子 | 植田秀仁                | 山崎正和、宮井加奈                          | -                | 野村正信 |
| 31   |        | 分出勝負，馬基與瀧丸的捨身大絕招       | 村山功   | 小村敏明                | 袴田裕二                                    | -                | 野村正信 |
| 32   |        | 美食再生獵人，與傳說之湯的下落         | 高橋洋一 | 宇田鋼之介              | 本田敬一                                    | -                | 野村正信 |
| 33   |        | 正面對決，特瑞科VS多米羅特的激戰       | 田口智子 | （本田敬一） 暮田公平   | 山崎展義、本田敬一                          | -                | 野村正信 |
| 34   |        | 無路可退，全力以赴的多米羅特           | 村山功   | 遠藤 徹哉               | 香川久                                      | -                | 野村正信 |
| 35   |        | 再生的力量，驚奇的獵人鐵平參戰         | 高橋洋一 | 植田秀仁                | 山崎正和、をがわいちろを 山村俊了           | -                | 野村正信 |
| 36   |        | 最後的一滴，世紀湯落入誰的手裡         | 村山功   | 深澤敏則                | 為我井克美                                  | -                | 野村正信 |
| 37   |        | 再見了，冰地獄，節婆婆秘藏的力量       | 田口智子 | （志水淳兒） 中尾幸彦   | 山崎展義、小山知洋                          | -                | 野村正信 |
| 38   |        | 豪邁治療，再生獵人與作登場             | 田口智子 | 小村敏明                | 袴田裕二                                    | -                | 野村正信 |
| 39   |        | 比賽，特瑞科先痊癒，還是小松的湯先好   | 高橋洋一 | （本田敬一） 廣嶋秀樹   | 本田敬一                                    | -                | 野村正信 |
| 40   |        | 通往至福的世界，試喝世紀湯             | 村山功   | 植田秀仁                | 山崎正和、宮井加奈                          | -                | 野村正信 |
| 41   |        | 賀新居落成，全體到糖果屋集合           | 高橋洋一 | 遠藤徹哉                | 本田敬一                                    | -                | 野村正信 |
| 42   |        | 美食王爭霸戰，找出終極的甜點           | 田口智子 | 角銅博之                | 大西亮                                      | -                | 野村正信 |
| 43   |        | 充滿情誼的一道菜，永遠的好伙伴         | 高橋洋一 | 小村敏明                | 北條直明、仁井學 平野繪美                   | 香川久           | 野村正信 |
| 44   |        | 白熱，特瑞科VS IGO會長                 | 村山功   | 暮田公平                | 爲我井克美                                  | -                | 野村正信 |
| 45   |        | 天空菜園，Vegetable sky                | 田口智子 | 植田秀仁                | 山崎正和、宮井加奈 山村俊了                 | -                | 野村正信 |
| 46   |        | 發現，疏菜之王臭氧草                   | 高橋洋一 | 深澤敏則                | 石井由美子                                  | 香川久           | 野村正信 |
| 47   |        | 空中的表白，兩人結成搭檔               | 高橋洋一 | 角銅博之                | 袴田裕二                                    | -                | 野村正信 |
| 48   |        | 衝擊的相遇，神秘生物出現               | 田口智子 | （本田敬一） 中尾幸彦   | 本田敬一                                    | -                | 野村正信 |
| 49   |        | 特瑞科闖入，美食界的真實               | 高橋洋一 | 田中智也                | 山崎範義、小山知洋                          | -                | 野村正信 |
| 50   |        | 驚人的助手登場，搭檔的真正意義         | 田口智子 | 植田秀仁                | 山崎正和、宮井加奈                          | -                | 野村正信 |
| 51   |        | 特瑞科和魯夫再會！尋找海鮮果實！       | 村山功   | 遠藤徹哉、中島豐        | 館直樹、橫山健次                            | 香川久、久田和也 | 野村正信 |

| 話數 | 副標題 | 中文標題                                   | 腳本     | （分镜） 演出         | 作畫監督                          | 总作画监督                | 美術     |
| ---- | ------ | ------------------------------------------ | -------- | --------------------- | --------------------------------- | ------------------------- | -------- |
| 52   |        | 衝擊，折斷的菜刀與研磨師梅爾克             | 小村敏明 | 為我井克美            | -                                 |                           |          |
| 53   |        | 緊張，特瑞科的刀子VS梅爾克菜刀             | 田口智子 | 角銅博之              | -                                 | 北條直明                  |          |
| 54   |        | 超重力，勇闖HEAVY HOLE                     | 高橋洋一 | （本田敬一） 中尾幸彥 | -                                 | 本田敬一                  |          |
| 55   |        | 被隱藏的真相，第一代梅爾克現身             | 村山功   | 植田秀仁              | -                                 | 橋本英樹、山村俊了        |          |
| 56   |        | 大公開，繼承第二代師名與梅爾克星塵         | 高橋洋一 | 細田雅弘              | -                                 | 山崎展義、小山知洋        | 今野慎一 |
| 57   |        | 全力以赴的作品，梅爾克菜刀完成             | 田口智子 | （植田秀仁） 中尾幸彦 | -                                 | 石井由美子                | 今野慎一 |
| 58   |        | 超級名流，美食馬車夢幻之旅                 | 村山功   | 小村敏明              | -                                 | 袴田裕二                  | 今野慎一 |
| 59   |        | 終於登場，最後的四天王賽普拉               | 田口智子 | 角銅博之              | 北條直明、仁井學 梅津茜、平野繪美 | 香川久                    | 今野慎一 |
| 60   |        | 爆音全開，死刑犯賽普拉出獄                 | 村山功   | 植田秀仁              | 山崎展義、宮井加奈 和泉志郎       | -                         | 今野慎一 |
| 61   |        | 發布警報，賽普拉登上沙漠庭園               | 村山功   | 田中智也              | 本田敬一                          | -                         | 今野慎一 |
| 62   |        | 小松失蹤，魔之沙漠迷宮                     | 高橋洋一 | 佐藤宏幸              | 為我井克美                        | -                         | 今野慎一 |
| 63   |        | 被封印的聲音，異空間美食金字塔             | 田口智子 | （石黒育） 中尾幸彥   | 舘直樹                            | -                         | 今野慎一 |
| 64   |        | 千奇百怪，神秘古文書與棺中的生物           | 高橋洋一 | 小村敏明              | 石井由美子                        | -                         | 今野慎一 |
| 65   |        | 衝擊對決，沙羅曼達斯芬克斯                 | 村山功   | 植田秀仁              | 橋本英樹、山村俊了                | -                         | 今野慎一 |
| 66   |        | 合作調理，小松操控特瑞科和賽普拉           | 田口智子 | （植田秀仁） 中尾幸彥 | 山崎展義                          | -                         | 今野慎一 |
| 67   |        | 合體技大爆發，世界第一的可樂，我要定了     | 高橋洋一 | 角銅博之              | 袴田裕二                          | -                         | 今野慎一 |
| 68   |        | 被揭露的真相，小松的意志與神秘生物的真面目 | 村山功   | （本田敬一） 田中智也 | 島貫正弘                          | 香川久                    | 今野慎一 |
| 69   |        | 超越父親，盛夏的肉排咖哩                   | 村山功   | 佐藤宏幸              | 為我井克美                        | -                         | 今野慎一 |
| 70   |        | 緊緊相連的羈絆，極品肉排咖哩               | 高橋洋一 | 植田秀仁              | 山崎正和、宮井加奈                | -                         | 今野慎一 |
| 71   |        | 新局面，特瑞科的決心以及和他的重逢         | 田口智子 | （池畠博史） 中尾幸彥 | 榎本勝紀                          | -                         | 今野慎一 |
| 72   |        | 滿溢的食運，美食神社巡禮                   | 田口智子 | 志水淳兒              | 石井ゆみこ                        | -                         | 今野慎一 |
| 73   |        | 嚇人的驚嚇蘋果                             | 村山功   | （淵上真） 田中智也   | 山崎展義、小山知洋                | -                         | 今野慎一 |
| 74   |        | 虎雞蛋，善治爺爺與妻子的回憶               | 田口智子 | 角銅博之              | 袴田裕二                          | -                         | 今野慎一 |
| 75   |        | 水晶的光輝，璀璨絲足魚                     | 村山功   | 植田秀仁              | 橋本英樹、山村俊了                | -                         | 今野慎一 |
| 76   |        | 衝擊性的激流，巨大的死亡瀑布               | 田口智子 | 中尾幸彦              | 島貫正弘                          | -                         | 今野慎一 |
| 77   |        | 薩尼的新招式，華麗的修行成果               | 村山功   | （石黑育） 廣嶋秀樹   | 為我井克美                        | -                         | 今野慎一 |
| 78   |        | 合體三十倍，三十六連發雙發釘拳             | 田口智子 | 志水淳児              | 榎本勝紀                          | -                         | 今野慎一 |
| 79   |        | 直覺調理，小松與璀璨絲足魚                 | 村山功   | 石黒育                | 石井由美子                        | -                         | 今野慎一 |
| 80   |        | 超豪華演出，提供用餐最棒的服務             | 高橋洋一 | 植田秀仁              | 山崎正和、宮井加奈                | -                         | 今野慎一 |
| 81   |        | 極品千歲糖，小松與企鵝的故事               | 田口智子 | 中尾幸彥              | 山崎展義                          | -                         | 今野慎一 |
| 82   |        | 在秋山集合，絨毛、企鵝、基斯、克茵         | 村山功   | 佐藤宏幸              | 袴田裕二                          | -                         | 今野慎一 |
| 83   |        | 重逢，童話城堡的小竹                       | 村山功   | 角銅博之              | 島貫正弘                          | -                         | 今野慎一 |
| 84   |        | 分道揚鑣，廚師的目標                       | 高橋洋一 | 中尾幸彥              | 榎本勝紀                          | -                         | 今野慎一 |
| 85   |        | 戲劇性變身，理髮院的理髮師美食家           | 田口智子 | 植田秀仁              | 橋本英樹、山村俊了                | -                         | 今野慎一 |
| 86   |        | 召集四天王，深冬之夜的奇蹟                 | 村山功   | 志水淳児              | 爲我井克美                        | -                         | 今野慎一 |
| 87   |        | 聖誕快樂開動囉，美食聖誕老公公的禮物       | 高橋洋一 | 小村敏明              | 石井由美子                        | -                         | 今野慎一 |
| 88   |        | 是天堂還是地獄，勇闖美食賭場               | 田口智子 | 石黒育                | 山崎展義                          | -                         | 今野慎一 |
| 89   |        | 登場，地下料理界老大，萊布貝亞拉           | 村山功   | （中尾幸彦） 廣嶋秀樹 | 榎本勝紀                          | -                         | 今野慎一 |
| 90   |        | 賭上性命的卡牌遊戲，美食品嘗               | 村山功   | 植田秀仁              | 山崎正和、宮井加奈                | -                         | 今野慎一 |
| 91   |        | 勢均力敵，庫克VS萊布貝亞拉                 | 田口智子 | 角銅博之              | 袴田裕二                          | -                         | 今野慎一 |
| 92   |        | 庫克的策略，決定勝負的慘敗食材             | 高橋洋一 | 中尾幸彦              | 榎本勝紀                          | -                         | 今野慎一 |
| 93   |        | 吃掉還是被吃掉，特瑞科VS般若熊貓           | 村山功   | （小村敏明） 小山保德 | 舘直樹                            | -                         | 今野慎一 |
| 94   |        | 最後高潮，最後一項最棘手的食材             | 田口智子 | 志水淳兒              | 為我井克美                        | -                         | 今野慎一 |
| 95   |        | 對決時刻，庫克壯烈的劇本                   | 高橋洋一 | 植田秀仁              | 橋本英樹、山村俊了                | -                         | 今野慎一 |
| 96   |        | 宇宙級美味，實際品嚐隕石大蒜               | 村山功   | 佐藤宏幸              | 石井由美子                        | -                         | 今野慎一 |
| 97   |        | 顛峰對決，一龍VS美食會三虎                 | 田口智子 | （石黒育） 小山保徳   | 袴田裕二                          | -                         | 今野慎一 |
| 98   |        | 隱藏的修行食材，來自一龍的緊急指令         | 高橋洋一 | 中尾幸彦              | 榎本勝紀                          | -                         | 今野慎一 |
| 99   |        | 最強軍團前進！特瑞科＆魯夫＆悟空           | 村山功   | 中島豊                | 藪本陽輔、横山健次                | 香川久、久田和也 井手武生 | 今野慎一 |
| 100  |        | 百集紀念，四天王全員大集合                 | 田口智子 | 植田秀仁              | 山崎正和、宮井加奈                | -                         | 今野慎一 |

| 話數 | 副標題 | 中文標題                                           | 腳本                | （分镜） 演出                  | 作畫監督           | 美術     |
| ---- | ------ | -------------------------------------------------- | ------------------- | ------------------------------ | ------------------ | -------- |
| 101  |        | 特瑞科被薰昏了，去捕捉世界最臭的食材吧             | 村山功              | 角銅博之                       | 舘直樹             | 今野慎一 |
| 102  |        | 太巨了，以職摔技完成巨大壽司                       | 高橋洋一            | 境宗久                         | 爲我井克美         | 今野慎一 |
| 103  |        | 合掌行禮，美食人間國寶，珍鎮鎮登場                 | 村山功              | 志水淳兒                       | 石井ゆみこ         | 今野慎一 |
| 104  |        | 不知感恩之人禁止入內，恐怖的食林寺                 | 高橋洋一            | （石黒育） 小山保徳            | 袴田裕二           | 今野慎一 |
| 105  |        | 特瑞科完全敗北，細膩且豪爽，食義的威力             | 田口智子            | （植田秀仁） 中尾幸彦          | 橋本英樹 山村俊了  | 今野慎一 |
| 106  |        | 唯有感恩，食義的奧秘                               | 村山功              | 角銅博之                       | 榎本勝紀           | 今野慎一 |
| 107  |        | 逼近的威脅，衝刺吧，特瑞科，邁向肥皂泡水果之路     | 高橋洋一            | （石黒育） 小山保徳            | 山﨑展義           | 今野慎一 |
| 108  |        | 慘劇，食林寺的毀滅，永別了，小松                   | 田口智子            | 中尾幸彦                       | 舘直樹             | 今野慎一 |
| 109  |        | 剛力無雙，食義達到極致之人                         | 村山功              | （中島豊） 大嶋博之            | 爲我井克美         | 今野慎一 |
| 110  |        | 國寶級，一刀值一億元的招數，特瑞科VS千代婆婆       | 高橋洋一            | （植田秀仁） 池田智美          | 宮井加奈           | 今野慎一 |
| 111  |        | 夢幻食材C，一龍與最強第0生物棲地                   | 田口智子            | 志水淳兒                       | 石井ゆみこ         | 今野慎一 |
| 112  |        | 傳說中的蜜蜂無限蜜蜂，特瑞科VS新型GT機體           | 村山功              | 角銅博之                       | 袴田裕二           | 今野慎一 |
| 113  |        | 發揮本領，小松的食義，實際食用，夢幻之麵全麵       | 村山功              | （石黒育） 小山保徳            | 榎本勝紀           | 今野慎一 |
| 114  |        | 四天王集結，美食界的怪物，四獸甦醒                 | 村山功              | 中尾幸彦                       | 小山知洋           | 今野慎一 |
| 115  |        | 攸關人類存亡之戰，四獸VS四天王                     | 田口智子            | （植田秀仁） 大嶋博之          | 橋本英樹 山村俊了  | 今野慎一 |
| 116  |        | 特瑞科、庫克、薩尼、賽普拉，四天王，暴風雨般的猛攻 | 高橋洋一            | 境宗久                         | 舘直樹             | 今野慎一 |
| 117  |        | 特瑞科的新危機，悄悄接近的四獸本體                 | 村山功              | 祝浩司                         | 爲我井克美         | 今野慎一 |
| 118  |        | 四獸，衝擊性的合體與綠雨                           | 高橋洋一            | 角銅博之                       | 石井ゆみこ         | 今野慎一 |
| 119  |        | 四天王最大的困境，小松的決心                       | 田口智子            | 中島豊                         | 袴田裕二           | 今野慎一 |
| 120  |        | 靠奇蹟般的食運拯救人類                             | 村山功              | （植田秀仁） 池田智美          | 宮井加奈           | 今野慎一 |
| 121  |        | 大爆發，對味道的好奇心，四天王合體技               | 高橋洋一            | 志水淳児                       | 榎本勝紀           | 今野慎一 |
| 122  |        | 奧義，王食晚餐                                     | 田口智子            | （石黒育） 小山保徳            | 山﨑展義           | 今野慎一 |
| 123  |        | 注定來臨的祭典，蠢蠢欲動的危險之徒                 | 高橋洋一            | （門倉小平太） 中尾幸彦        | 舘直樹             | 今野慎一 |
| 124  |        | 特瑞科VS美食界的怪物，植物怪                       | 村山功              | 角銅博之                       | 爲我井克美         | 今野慎一 |
| 125  |        | 特瑞科的新招式，射釘槍                             | 村山功              | （植田秀仁） 筆坂明規          | 橋本英樹、山村俊了 | 今野慎一 |
| 126  |        | 大風波必將到來，美食祭典開幕                       | 田口智子            | 中島豊                         | 石井ゆみこ         | 今野慎一 |
| 127  |        | 小松身陷危機，鐵人三項料理                         | 田口智子            | 祝浩司                         | 袴田裕二           | 今野慎一 |
| 128  |        | 傳說中的廚師，天狗布朗奇，來也                     | 高橋洋一            | 小山保徳                       | 榎本勝紀           | 今野慎一 |
| 129  |        | 超卑鄙，爆衝，布郎奇狂追猛趕                       | 村山功              | （石黒育） 田中智也            | 山﨑展義           | 今野慎一 |
| 130  |        | 是生還是死，天秤死亡料理賽                         | 村山功              | 植田秀仁                       | 宮井加奈           | 今野慎一 |
| 131  |        | 最強搭檔是誰，料理整座島                           | 村山功              | 角銅博之                       | 大西亮             | 今野慎一 |
| 132  |        | 開戰，美食會激烈的總攻擊                           | 田口智子            | （座古明史） 中尾幸彦          | 爲我井克美         | 今野慎一 |
| 133  |        | 保護小松，特瑞科VS史塔俊                           | 高橋洋一            | 中島豊                         | 石井ゆみこ         | 今野慎一 |
| 134  |        | 野生之戰鬥，特瑞科最強的攻擊                       | 村山功              | （石黒育） 小山保徳            | 榎本勝紀           | 今野慎一 |
| 135  |        | 頂點決戰，IGO，VS美食會                            | 村山功              | （植田秀仁） 植田秀仁 筆坂明規 | 橋本英樹、山村俊了 | 今野慎一 |
| 136  |        | 最糟的殺手鐧，美食界的怪物魈                       | 田口智子            | 田中智也                       | 山﨑展義           | 今野慎一 |
| 137  |        | 殊死戰，庫克VS格林帕吉                             | （祝浩司） 中尾幸彦 | 舘直樹                         |                    | 今野慎一 |
| 138  |        | 決鬥，薩尼VS多米羅特                               | 高橋洋一            | 佐藤宏幸                       | 香川久             | 今野慎一 |
| 139  |        | 終結之時，薩尼最後的力量                           | 田口智子            | 角銅博之                       | 石井ゆみこ         | 今野慎一 |
| 140  |        | 逆襲，賽普拉出動                                   | 村山 功             | 高田 淳                        | 宮井加奈           | 今野慎一 |
| 141  |        | 特瑞科大反擊，極致的臆斷                           | 高橋洋一            | 小山保徳                       | 爲我井克美         | 今野慎一 |
| 142  |        | 史上最大的敵人，喬亞現身                           | 田口智子            | 廣嶋秀樹                       | 榎本勝紀           | 今野慎一 |
| 143  |        | 震驚，幕後黑手，喬亞的真面目                       | 高橋洋一            | 田中智也                       | 山崎展義           | 今野慎一 |
| 144  |        | 終結的開始，特瑞科VS喬亞                           | 村山 功             | 角銅博之                       | 舘 直樹            | 今野慎一 |
| 145  |        | 起死回生的一擊，四天王終極絕招                     | 田口智子            | 境橋 渡                        | 橋本英樹・山村俊了 | 今野慎一 |
| 146  |        | 傳出去吧，小松的吶喊，特瑞科覺醒                   | 村山 功             | （座古明史） 小山保徳          | 石井ゆみこ         | 今野慎一 |
| 147  |        | 特瑞科與小松，出發前往新的旅程                     | 村山 功             | 座古明史                       | 香川 久            | 今野慎一 |

### 播放檔次
| 富士電視台（富士電視網系列13局同步播放） 星期日 09:00－09:30 節目 | 富士電視台（富士電視網系列13局同步播放） 星期日 09:00－09:30 節目 | 富士電視台（富士電視網系列13局同步播放） 星期日 09:00－09:30 節目 |
| ----------------------------------------------------------------- | ----------------------------------------------------------------- | ----------------------------------------------------------------- |
|                                                                   | 美食獵人TORIKO （2011年4月3日－2014年3月30日）                    |                                                                   |
| 七龍珠改                                                          | 七龍珠改 魔人布欧篇                                               |                                                                   |

| 山陰中央電視台 星期四 16:23－16:53 節目 | 山陰中央電視台 星期四 16:23－16:53 節目        | 山陰中央電視台 星期四 16:23－16:53 節目 |
| --------------------------------------- | ---------------------------------------------- | --------------------------------------- |
|                                         | 美食獵人TORIKO （2011年4月21日－2014年4月3日） |                                         |
| 七龍珠改                                | 七龍珠改 魔人布欧篇 （16:20－16:50）           |                                         |

| 台視主頻 星期六 18:27－18:57 節目 | 台視主頻 星期六 18:27－18:57 節目          | 台視主頻 星期六 18:27－18:57 節目 |
| --------------------------------- | ------------------------------------------ | --------------------------------- |
|                                   | 美食獵人 （2012年12月29日－2015年12月5日） |                                   |
| 新獵人                            | 新我們這一家                               |                                   |

| 東森電影台 星期六、日 10:30－12:30 節目 7月7日 11:30－12:30                       | 東森電影台 星期六、日 10:30－12:30 節目 7月7日 11:30－12:30                           | 東森電影台 星期六、日 10:30－12:30 節目 7月7日 11:30－12:30 |
| --------------------------------------------------------------------------------- | ------------------------------------------------------------------------------------- | ----------------------------------------------------------- |
|                                                                                   | 美食獵人 第1－26集 （2013年7月7日－7月28日）                                          |                                                             |
| 聖鬥士星矢Ω                                                                       | 火影忍者疾風傳 第四季 （10:30－12:00） 火影忍者Q版外傳 （12:00－12:30）               |                                                             |
| 東森電影台 星期六、日 10:30－12:30 節目 2月15日 12:00－12:30 3月9日 10:30－11:00  |                                                                                       |                                                             |
| 新網球王子                                                                        | 美食獵人 第27－52集 （2014年2月15日－3月9日）                                         | 影子籃球員 第1期                                            |
| 東森電影台 星期一至五 19:00－20:00 節目 1月19日 19:30－20:00 3月2日 19:00－19:30  |                                                                                       |                                                             |
| 頭文字D 重播                                                                      | 美食獵人 重播，第1－52集 （2015年1月19日－3月2日）                                    | 火影忍者疾風傳 重播                                         |
| 東森電影台 星期六、日 10:00－12:00 節目 2月27日 20:00－21:00 4月3日 10:00－11:00  |                                                                                       |                                                             |
| 影子籃球員 第3期                                                                  | 美食獵人特別篇 重播 （2016年2月27日） ↓ 美食獵人 第53－94集 （2016年2月28日－4月3日） | 鑽石王牌 重播，第1－75集                                    |
| 龍華動畫台 星期一至五 21:30－22:00 節目                                           |                                                                                       |                                                             |
| 刀劍神域 第二季 重播                                                              | 美食獵人 第1－49集 （2016年7月18日－9月22日）                                         | 我們這一家 第248集－                                        |
| 民視 星期六 19:00－20:00 節目 2020年6月13日起 19:00－19:30 3月13日起 18:30－19:00 |                                                                                       |                                                             |
| 棒球大聯盟2nd                                                                     | 美食獵人 （2019年7月6日－2021年5月22日）                                              | 美食獵人 重播，第94－144集                                  |

### 影碟／DVD
- - トリコ1（2011年8月2日發售）
  - トリコ2（2011年9月2日發售）
  - トリコ3（2011年11月2日發售）
  - トリコ4（2011年12月2日發售）
  - トリコ5（2012年1月7日發售）
  - トリコ6（2012年3月2日發售）
  - トリコ7（2012年4月3日發售）
  - トリコ8（2012年5月2日發售）
  - トリコ9（2012年7月3日發售）
  - トリコ10（2012年8月2日發售）
  - トリコ11（2012年9月4日發售）
  - トリコ12（2012年11月2日發售）
  - トリコ13（2012年12月4日發售）
  - トリコ14（2013年2月2日發售）
  - トリコ15（2013年3月2日發售）
  - トリコ16（2013年5月2日發售）
  - トリコ17（2013年6月4日發售）
  - トリコ18（2013年9月3日發售）
  - トリコ19（2013年10月2日發售）
  - トリコ20（2013年12月3日發售）
  - トリコ21（2014年1月7日發售）
  - トリコ22（2014年3月4日發售）
  - トリコ23（2014年4月2日發售）
  - トリコ24（2014年6月3日發售）
  - トリコ25（2014年7月2日發售）
  - トリコ　開幕！グルメアドベンチャー！！（2011年7月20日發售）
  - 『トリコ　3D　開幕！グルメアドベンチャー！！』『ONE PIECE　3D　麦わらチェイス』 （2011年7月20日發售）
  - トリコ×ワンピース コラボスペシャル完全版 （2012年10月26日發售）
  - 劇場版 トリコ 美食神の超食宝（2013年12月6日發售）
  - トリコ　オリジナルアニメ・スーパーDVD（2010年4月發售）

### 專輯／CD
- 片頭曲op
  - TVアニメ「トリコ」オープニング・テーマ「ガツガツ!!」（2011年6月1日發售）
  - トリコ主題歌シングル 豪食マイウェイ!!（2013年4月24日發售）
- 片尾曲ED
  - Satisfaction（2011年4月20日發售）
  - DELI-DELI☆DELICIOUS（2011年11月23日發售）
  - サブリナ（2012年2月15日發售）
  - LOVE CHASE（2012年7月4日發售）
  - サンバ de トリコ!!!（2012年8月8日發售）
  - ROCKBOUND NEIGHBORS（2012年12月12日發售）
  - 虹（2013年1月30日發售）
  - 赤い靴（2013年5月29日發售）
  - トートロジー（2013年8月14日發售）
  - Believe in Yourself!（2013年11月20日發售）
  - メガラバ（2014年2月5日發售）
- 其它
  - その名はトリコ!（2010年4月21日發售）
  - The Sharing Song～トリコのテーマ～（2011年3月16日發售）
  - シアワセオリー（2013年7月24日發售）
  - トリコ キャラクターコレクションⅠ（2011年6月29日發售）
  - トリコ キャラクターコレクションⅡ（2011年8月24日發售）
  - トリコ キャラクターコレクションⅢ（2011年10月19日發售）
  - トリコ キャラクターコレクションⅣ（2012年10月10日發售）
  - トリコ キャラクターソングス（2011年12月21日發售）
  - ティナのグルメラジオDJ（2011年11月23日發售）
  - ティナのグルメラジオDJ2（2012年9月26日發售）
  - トリコ オリジナルサウンドトラックⅠ（2011年8月3日發售）
  - 劇場版トリコ美食神の超食宝 オリジナルサウンドトラック（2013年7月24日發售）
  - Break into the Light ～約束の帽子～/The Sharing Song ～トリコのテーマ～（2011年3月16日發售）
  - HEROES（2013年3月16日發售）

### 劇場版
- 第一部：『美食獵人TORIKO 3D 開幕！美食大冒險！！』（トリコ 3D 開幕!グルメアドベンチャー!!）
  - 2011年3月19日上映的3D電影。同時上映『ONE PIECE 3D 追逐草帽大冒險』。
- 第二部：『美食獵人 劇場版 美食神的超食寶』（劇場版 トリコ 美食神の超食宝）
  - 2013年7月27上映的電影版第2作。

## 電子遊戲
- PSP
  - トリコ グルメサバイバル （2011年8月4日發售）
  - トリコ グルメサバイバル! 2 （2012年7月5日發售）
- 3DS
  - トリコ グルメモンスターズ! （2012年12月13日發售）
  - トリコ グルメガバトル!（2013年7月4日發售）
  - トリコ アルティメットサバイバル（2013年11月28日發售）
- PS3
  - J-スターズ ビクトリーバーサス（2014年3月19日發售）
- PS4
  - J-スターズ ビクトリーバーサス +（2015年6月25日發售）
- PSV
  - Jスターズ ビクトリーバーサス（2014年3月19日發售）
- 網路遊戲
  - トリコ 爆食グルメバトル!（2011年9月-2014年4月18日）

#### 攻略本
- 日文
  - DATA CARDDASS トリコイタダキマスター カード版 イタダキハンティングガイド バンダイ公式攻略本（2011年8月11日發售）
  - DATA CARDDASS トリコ イタダキマスター カード版 2 イタダキハンティングガイド バンダイ公式攻略本（2012年5月2日發售）
  - トリコ グルメサバイバル! PSP版 2 美食屋ハンティングガイド バンダイナムコゲームス公式攻略本（2012年7月5日發售）
  - バンダイナムコゲームス公式攻略本 トリコ グルメモンスターズ!グルモンマスターズガイド（2012年12月13日發售）
  - トリコ グルメガバトル! N3DS版 究極グルバトガイド!! バンダイナムコゲームス公式攻略本（2013年7月4日發售）
  - トリコ アルティメットサバイバル N3DS版 ファーストハンティングブック!! バンダイナムコゲームス公式攻略本（2013年11月28日發售）
  - Ｊ－ＳＴＡＲＳ　Ｖｉｃｔｏｒｙ　ＶＳジャンプヒーローズバイブル　週刊少年ジャンプ創刊４５周年記念作品　プレイステーション３・プレイステーションヴィータ対応版（2014年3月發售）

## 外部連結
漫画
- 週刊少年Jump官網（日語）
- http://www.mangazenkan.com/special/811.html （页面存档备份，存于）

電視動畫
- http://www.starchild.co.jp/special/toriko/ （页面存档备份，存于）
- 『美食獵人TORIKO』 動畫官網 （页面存档备份，存于）（日語）
- 的X（前Twitter）
- 台湾電視公司官網 （页面存档备份，存于）（繁體中文）

電子遊戲
- http://www.bandaigames.channel.or.jp/list/toriko/ （页面存档备份，存于）（日語）

其他網站
- Toriki Wiki|Fandom （页面存档备份，存于） （英文）
- PreViewBook模板的參數有誤，詳見Template:PreViewBook。